# XP-31 (航空機)
XP-31 スウィフト
- 用途：戦闘機
- 製造者：カーチス
- 運用者：アメリカ陸軍航空隊
- 初飛行：1933年7月
- 生産数：1機

XP-31は1930年代にカーチス社がアメリカ陸軍航空隊のために製作した試作単葉戦闘機。社内呼称「XP-934」。愛称は「スウィフト」（Swift）。
XP-31はアメリカ陸軍戦闘機として初めて密閉式操縦席を備えたが、一方、固定式主脚と張線付き主翼を持った最後の機体でもあった。その革新性にもかかわらずXP-31はライバルのP-26に対していささかの優位も示すことができず、量産に至らなかった。

## 設計と開発
カーチスは1932年のP-26との競争試作にXP-934で臨んだ。XP-934は支柱付きの固定式主脚を持つ低翼単葉の機体であり、初飛行は7月だった。アメリカ陸軍航空隊にとって最初の密閉式操縦席を備えた単座戦闘機である一方、固定式主脚と張線付き主翼を持った最後の戦闘機でもあった。
小型の機体であったにもかかわらず重量は過大であり、125ガロン（474リットル）の燃料を搭載した。カーチスは、各種の新技術の導入が同時代の他機と比較して有利なポイントとなると考えていたが、XP-934はすでに時代遅れであり、なにより重要なことに、試験において期待外れの性能しか示すことができなかった。

## 試験と評価
700馬力のR-1750 サイクロン星型エンジンを装着した試作機は、可変前縁スラットと大きな後縁フラップを備えていたにもかかわらず性能が芳しくなかったため、600馬力のV-1570 コンカラーエンジンに換装された。カーチスXP-31スウィフト（シリアル33-178）はこの形で1933年3月1日に納入されたが、すでに競作ではP-26に敗北しており、唯一の試作機も1935年に廃棄された。

## 使用国
- アメリカ合衆国 - アメリカ陸軍航空隊

## 要目
- 乗員： 1
- 全長： 26 ft 3 in （8.0 m）
- 全幅： 36 ft （11.0 m）
- 全高： 7 ft 9 in （2.4 m）
- 翼面積： 203 ft2 （18.86 m2）
- 空虚重量： 3,334 lb （1,512 kg）
- 全備重量： 4,143 lb （1,879 kg）
- エンジン： カーチス V-1570 コンカラー 12気筒水冷エンジン（600 hp） ×1
- 最高速度： 335 km/h
- 航続距離： 595 km
- 上昇限度： 7,437 m
- 武装： 0.3 in （7.62 mm）前方固定機銃 4挺（カウリング内 ×2、機首側面 ×2）